# Верхня Кема
Верхня Ке́ма (рос. Верхняя Кема) — село у складі Нікольського району Вологодської області, Росія. Входить до складу Кемського сільського поселення.

## Населення
Населення — 6 осіб (2010; 9 у 2002).
Національний склад (станом на 2002 рік):
- росіяни — 100 %